# Tanystropheus
Tanystropheus és un rèptil que tenia un coll llarg (mesurava tres metres, més que tota la resta del cos) format per 12 o 13 vèrtebres llarguíssimes i que li servia per a pescar sense la necessitat d'entrar a l'aigua. Va viure al període Triàsic; les seves restes fòssils foren trobats a Europa i l'Orient Pròxim.

## Descripció
Els Tanystropheus tenien la complexió d'un llangardaix, amb les potes esteses cap als costats. No obstant això, el seu coll se surt fora de l'habitual, per ser més llargs que el cos i la cua junts. La seva morfologia és tan estranya que desconcerta els paleontòlegs. Utilitzant el símil de la girafa, que també posseeix un coll molt llarg amb poques vèrtebres, es creu que els Tanystropheus es movien torpement al no poder girar el cap amb celeritat. Els Tanystropheus mesuraven fins a 4 metres de longitud.

## Paleobiologia
Els Tanystropheus s'alimentaven de peixos. Si bé les criatures es quedaven en terra ferma, els adults segurament s'aventuressin amb certa regularitat a pescar en l'aigua. Tanmateix, moltes vegades això no havia de ser necessari, doncs el seu coll li permetia atrapar peixos des de la riba, submergint el cap en l'aigua fins i tot tenint les quatre potes en la riba.